# Ook Chung
Pour les articles homonymes, voir Chung.
Ook Chung, né au Japon en 1963 de parents coréens, est un écrivain et traducteur québécois.

## Biographie
Ook Chung immigre au Canada et fait des études supérieures en littérature française à l'Université Concordia, puis à l’Université McGill où il obtient un doctorat en littérature française. Il enseigne actuellement au Cégep du Vieux Montréal.
Il remporte à deux reprises le prix littéraire Canada-Japon : en 2000 pour Le Testament de Tokyo, roman qui ne sera jamais publié, et en 2002 pour Kimchi.
En 2001, il consacre un essai à l'œuvre de J. M. G. Le Clézio.
Il est lauréat du Prix littéraire des collégiens 2004 pour ses Contes Butô.

## Œuvres

### Romans

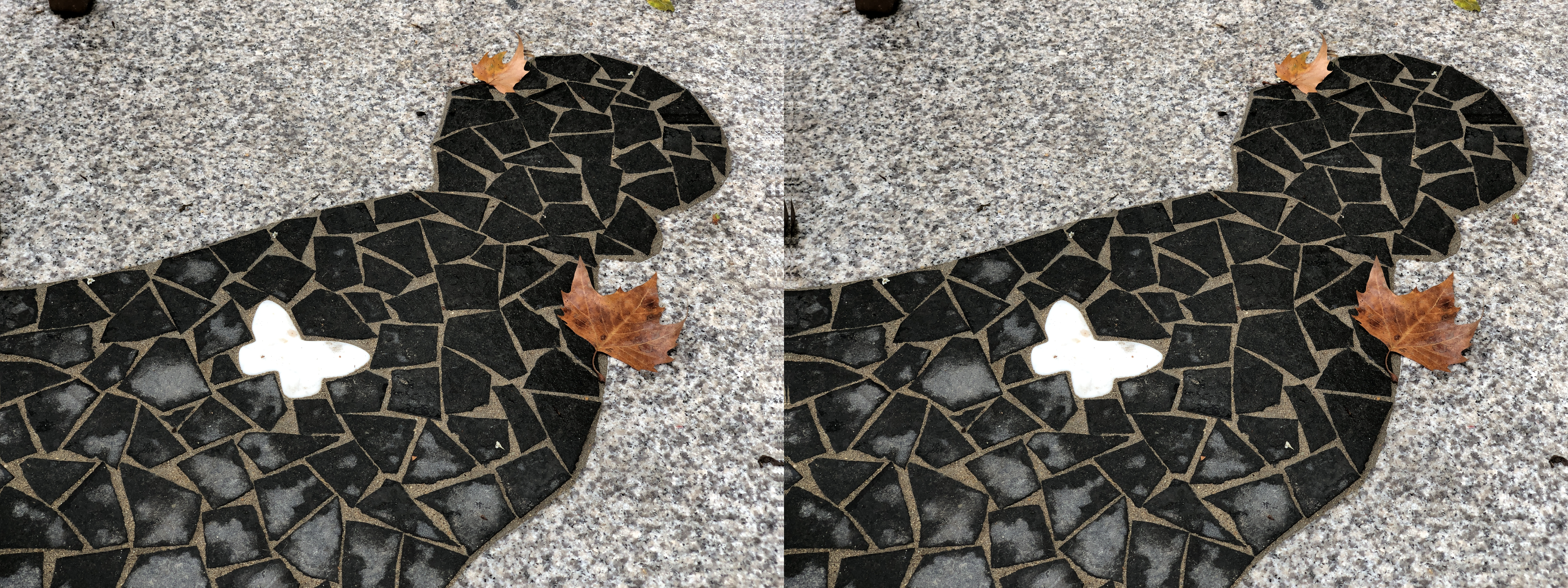
L'une des illustrations de La jeune fille de la paix est cette image de la statue de la paix à Berlin.

- 2001 : Kimchi, Paris, Le Serpent à plumes  (ISBN 2842612620)
- 2003 : L'Expérience interdite, Montréal, Boréal  (ISBN 2764602391)
- 2012 : La Trilogie coréenne, Montréal, Boréal  (ISBN 9782764621073)
- 2021 : La Jeune Fille de la paix, Montréal, VLB  (ISBN 978-2-89649-865-9)

### Recueils de nouvelles
- 1994 : Nouvelles orientales et désorientées, Montréal, L’Hexagone  (ISBN 2890065146)
- 2003 : Contes Butô, Montréal, Boréal  (ISBN 2764602529)

### Essai
- 2001 : Le Clézio une écriture prophétique, Paris, Imago.  (ISBN 2911416481)

### Traduction
- 2002 : Kerri Sakamoto, Le Champ électrique (The Electrical Field, 1998), traduit de l'anglais par Ook Chung

## Honneurs
- 2000 - Prix littéraire Canada-Japon pour Le testament de Tokyo (œuvre inédite)
- 2002 - Prix littéraire Canada-Japon pour Kimchi
- 2004 - Prix littéraire des collégiens 2004 pour Contes Butô
- 2015 - Prix John-Glassco pour la traduction de Le Champ électrique (The Electrical Field), roman de Kerri Sakamoto